# Polifosfat-glukoza fosfotransferaza
Polifosfat-glukoza fosfotransferaza (EC 2.7.1.63, polifosfatna glukokinaza, polifosfat-D-(+)-glukoza-6-fosfotransferaza, polifosfat-glukozna 6-fosfotransferaza) je enzim sa sistematskim imenom polifosfat:D-glukoza 6-fosfotransferaza. Ovaj enzim katalizuje sledeću hemijsku reakciju
(fosfat)n + -glukoza {\displaystyle \rightleftharpoons } (fosfat)-1 + -glukoza 6-fosfat
Za rad ovog enzima je neophodna neutralna so, npr. KCl. Da bi se ostvarila maksimalna aktivvnost neophodan je glukozamin.

## Literatura
- Nicholas C. Price; Lewis Stevens (1999). Fundamentals of Enzymology: The Cell and Molecular Biology of Catalytic Proteins (Third изд.). USA: Oxford University Press. ISBN 019850229X.
- Eric J. Toone (2006). Advances in Enzymology and Related Areas of Molecular Biology, Protein Evolution (Volume 75 изд.). Wiley-Interscience. ISBN 0471205036.
- Branden C; Tooze J. Introduction to Protein Structure. New York, NY: Garland Publishing. ISBN 0-8153-2305-0.
- Irwin H. Segel. Enzyme Kinetics: Behavior and Analysis of Rapid Equilibrium and Steady-State Enzyme Systems (Book 44 изд.). Wiley Classics Library. ISBN 0471303097.

## Spoljašnje veze
- Polyphosphate---glucose+phosphotransferase на 